# Giovanni Meli
Giovanni Meli (né le 6 mars 1740 à Palerme et mort le 20 décembre 1815 dans la même ville) est un poète bucolique italien. Médecin de campagne puis professeur de chimie à l’Université de Palerme, Giovanni Meli a écrit en sicilien des pastorales, notamment les Ecloghe pescatorie.

## Biographie
Giovanni Meli naquit le 4 mars 1740 à Palerme, et fut élevé dans le collège des jésuites. À dix-huit ans, il publia la Fata galante, poèmes qui obtint un succès extraordinaire. Quelques années après, il reçut le laurier doctoral à la faculté de médecine, et alla exercer pendant cinq ans à Cinisi, petit village appartenant aux bénédictins, puis devint professeur de chimie à l’Université de Palerme. Malgré ses occupations scientifiques, Meli ne cessa de cultiver les lettres. Il publia dans le dialecte sicilien des poésies qui furent accueillies avec enthousiasme par ses compatriotes, et qui lui ont valu la réputation de premier poète de son pays et d'un des premiers poetes italiens de son siècle. Lorsque Ferdinand IV, chassé d'Italie par les Français, se rendit à Palerme (1798), il assigna une pension de 300 ducats à Meli dont la situation était encore très-précaire. Après sa mort, son buste fut placé dans une salle de la bibliothèque de Palerme et on lui éleva un tombeau dans l'église des Pères conventuels.

## Œuvres
On a de lui des poésies pastorales, des odes, des sonnets, des canzones, des élégies des épîtres des satires des fables, et, outre le poème précité, une épopée satirique en douze chants, intitulée Don Quichotte, pleine de verve bouffonne et de détails poetiques et spirituels. Ces poésies, qui renferment des beautés de premier ordre et qui ont valu à Meli les surnoms de Théocrite, d'Anacréon sicilien, ont été réunies et publiées pour la première fois sous le titre d’Œuvres complètes (Palerme, 1814, 7 vol. in-8°). Elles ont été depuis lors plusieurs fois rééditées. Meli a surtout excellé dans les Ecloghe Pescatorie, ou Dialogues de Pêcheurs, dans lesquels il a reproduit le langage et l'humeur de cette classe du peuple. Ses odes sont en grande partie du genre anacréontique. 